# Сакара
Вижте пояснителната страница за други значения на Сакара.
Сакара e музикален перкусионен инструмент от групата на мембранофонните инструменти, типичен за нигерийската етническа общност йоруба в западна Африка.
Представлява барабан с глинен корпус, покрит с козя кожа, на който се свири с пръчка.